# Stah Guentis
Stah Guentis è un comune dell'Algeria, situato nella provincia di Tébessa.